# 가브리엘 블런트
가브리엘 블런트(Gabrielle Blunt, 1919년 1월 8일 ~ 2014년 6월 1일)는 영국의 배우, 영화배우이다.
런던에서 사망하였다.

## 영화
- 다이애나비 그녀의 꿈과 진실 (1993년)
- 더 빌 (1984년)
- 비밀결사(영어판) (1983년)
- 크라운 코트 (1972년)
- 위스키 거로어 (1949년)